# Nézignan-l'Évêque

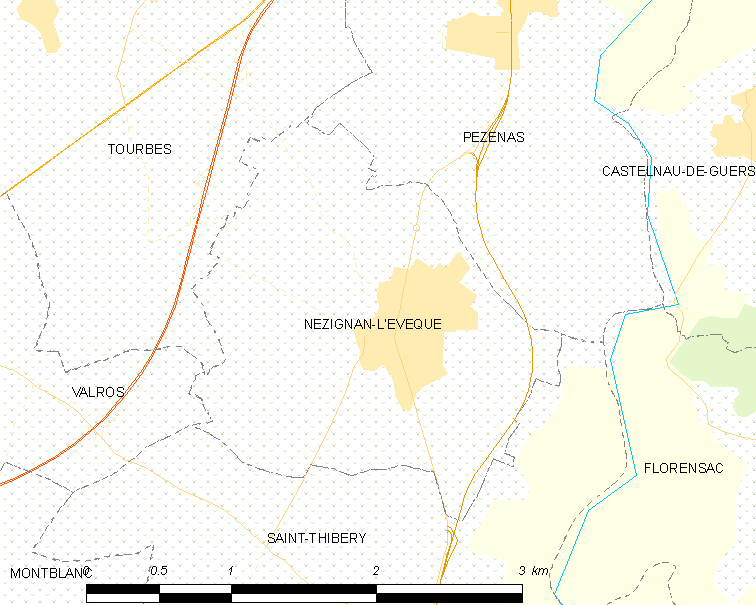
Mapa

 Nézignan-l'Évêque  es una población y comuna francesa, situada en la región de Occitania, departamento de Hérault, en el distrito de Béziers y cantón de Pézenas.

## Demografía
| 592 | 612 | 642 | 725 | 753 | 960 | 1772 |
| Para los censos de 1962 a 1999 la población legal corresponde a la población sin duplicidades (Fuente: INSEE [Consultar]) |     |     |     |     |     |      |

## Puntos de interés
- Arboretum du Figuier